# ستيفانوس تسيتسيباس
ستيفانوس تسيتسيباس (باليونانية: Στέφανος Τσιτσιπάς)‏ (من مواليد 12 آب/أغسطس 1998) هو لاعب تنس يوناني محترف، وهو أصغر لاعبٍ يُصنَّفُ في المراكز العشرة الأولى من قِبل رابطة محترفي التنس حيث يحتلُّ المركز الرابع عالميًا وهو ما يجعله اللاعب اليوناني الأعلى تصنيفًا في تاريخ التنس. تُوِّجَ تسيتسيباس بنهائيات الجولة العالمية لرابطة محترفي التنس نسخة 2019 ليُصبح بذلك أصغر لاعبٍ يفوز بالبطولة منذ ثمانية عشر عامًا، كما فاز بخمسة ألقاب فردية ووصل إلى عشر نهائيات الجولة العالمية لرابطة محترفي التنس.
وُلد ستيفانوس تسيتسيباس لعائلةِ تنس، حيث كانت والدته لاعبة تنس محترفة في صفوفِ رابطة محترفات التنس فيما عملَ والده في وقتٍ ما مدرب تنس. دخلَ تيتيباس عالم التنس في سنّ الثالثة وبدأ في أخذ دروسٍ في هذه الرياضية في سنِّ السادسة. حلَّ ستيفانوس في المركز الأول عالميًا في الفئات السنيّة الصغرى في رياضة التنس، كما أصبح ثالث لاعب يوناني وأول لاعب يوناني في العصر المفتوح يفوز بلقب جراند سلام للناشئين بفوزه في بطولة ويمبلدون للزوجي عام 2016.
فاز تسيتسيباس بأول مباراةٍ له في رابطة محترفي التنس في أواخر عام 2017 وسُرعان ما صعد في تصنيفات رابطة محترفي التنس. وصلَ اللاعب اليوناني إلى ثلاث نهائيات عام 2018 فيما فاز بأول لقبٍ له في بطولة ستوكهولم المفتوحة، وحصلَ على المركز الثاني في بطولة كندا المفتوحة ثمّ أصبح أصغر لاعبٍ يهزمُ أربعة منافسين من العشرة الأوائل في بطولة واحدة. دخلَ تسيتسيباس تصنيفات رابطة محترفي التنس حيثُ أصبحَ واحدًا من أفضل عشر لاعبين في العالَم، ثمّ وصلَ إلى نصف نهائي بطولة الغراند سلام في مناسبتين؛ الأولى في بطولة أستراليا المفتوحة عام 2019 والثانية في بطولة فرنسا المفتوحة عام 2020. وفاز بأول بطولة ماسترز له في بطولة مونت كارلو 2021 بعد تغلبه على الروسي اندريا روبليف، ثم وصل إلى نهائي الجراند سلام الأول له في بطولة رولان غاروس 2021 , لكنه خسر من المصنف الأول عالميا الصربي نوفاك دجوكوفيتش في مباراة دراماتيكية.

## الحياة المُبكّرة
وُلد ستيفانوس تسيتسيباس في الثاني عشر من آب/أغسطس 1998 لأبوستولوس تسيتسيباس وجوليا أبوستولي في أثينا. والده يوناني فيما ترجعُ أصول والدته لروسيا، وكلاهما لاعبا تنس ذوي خبرة خاصّة والدته التي كانت في وقتٍ ما المصنفة رقم 1 على مستوى العالم فئ الفئات السنية الصغرى وكانت ضمنَ أفضل 200 لاعب ولاعبة تنس مثَّلَ الاتحاد السوفيتي في كأس فيد. كان والداه يعملانِ مدربي تنس في فندق منتجع قصر أستير في فولياجميني وقت ولادته. التقيا في الأصل في بطولة آخر السنة للسيّدات في أثينا حيث كانت والدته تتنافس على اللقب فيما كان والده حكم خطّ. لدى ستيفانوس ثلاثة أشقاء أصغر سنًا: شقيقانِ هما بيتروس وبافلوس (بول)، وشقيقة تُدعى إليسافيت وهي الأصغر. جميع أشقائه هم أيضًا لاعبو تنس.
بفضل خلفياتهم القوية في التنس، مكَّن والدا تسيتسيباس ابنهما الأكبر من لعبِ التنس في سنّ مبكرة جدًا، ويقول ستيفانوس عن هذا: «أتذكر أنني كنتُ ألعب التنس مع والدي في فترات الراحة بين الحصص الدراسيّة، كما أتذكر مشاهدة المباريات على التلفزيون، وكطفل رضيع، لا أستطيع أن أتذكر من كان يلعب لكنَّ المهم أنني كنتُ أشاهد المباريات.» شاركَ ستيفانوس في رياضات أخرى عندما كان طفلًا بما في ذلك كرة القدم والسباحة، ويقول والده إنَّ ستيفانوس اتخذ القرار بأن يُصبح لاعب تنسٍ بنفسه متذكرا أن ابنه استيقظ في منتصف الليل بعد بطولة تنسٍ في فرنسا وهو في التاسعة من عمره ثمّ قال: «أبي؛ عليَّ أن أُخبرك بشيء: أنا أريد أن أصبح لاعب تنس، أحب المنافسة، أحب التحدي.»
بدأ تسيتسيباس في تلقي دروس التنس في نادي غليفاذا بالقرب من أثينا وهو في عمرِ السادسة، ثمّ قضى فترة طويلة نوعًا ما في التدريب هناك. لطالما كان والده هو مدربه الأول، حيث درسَ تدريب التنس في جامعة أثينا للمساعدة في تدريب أطفاله. بدأً تسيتسيباس عام 2015 التدريب في أكاديمية باتريك موراتوغلو حيثُ قَسَّم وقتهُ في التدريبات بين فرنسا واليونان خلال هذه الفترة.

## الناشئين

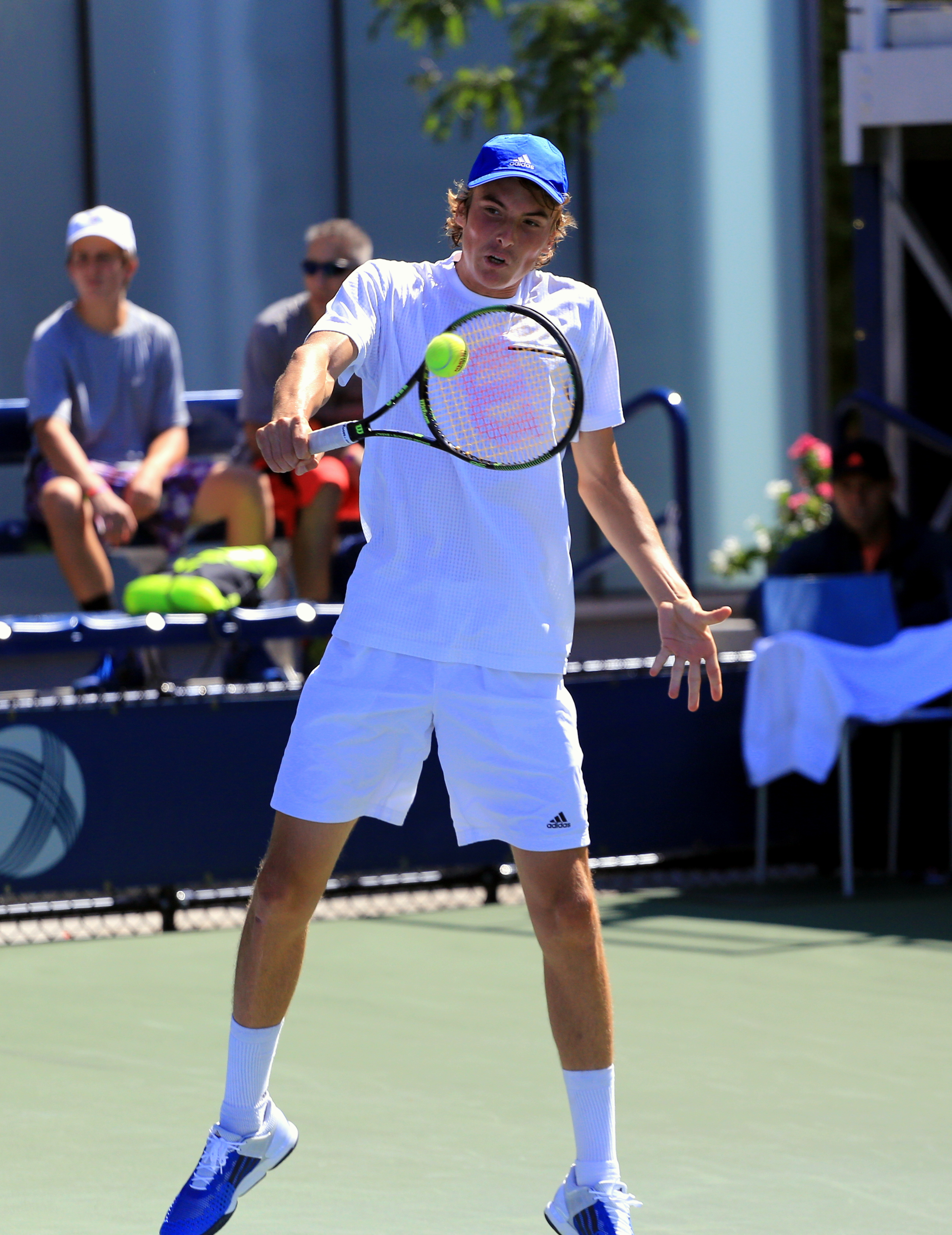
تسيتسيباس في بطولة الولايات المتحدة المفتوحة 2015

كان تسيتسيباس في وقتٍ ما المنصف رقم واحد عالميًا في فئة الناشئين، فبدأ اللعب ضمن صفوفِ الاتحاد الدولي لكرة المضرب عام 2013 في سنّ الرابعة عشرة، لكنّه لم يلعب في أيّ بطولات عالية المستوى أو من الدرجة الأولى حتى بطولة أبييرتو جوفينيل ميكسيكانو (بالإنجليزية: Abierto Juvenil Mexicano)‏ في تشرين الثاني/نوفمبر 2014، ثمّ تمكن من الوصول إلى أول نهائيٍّ في مسيرته الاحترافيّة في بطولة أورانج السلطانية لكرة المضرب بعد شهر تقريبًا. حصلَ تسيتسيباس عام 2015 على أول فرصة له للعبِ في بطولات الجراند سلام للناشئين حيث بلغَ ربع النهائي في بطولة أستراليا المفتوحة مسجّلًا أفضل نتيجةٍ له في مسيرته حينها. لم يفز اللاعب اليوناني بأيّ نهائيات فردية في ذلك العام، لكنه حلَّ ثانيًا في بطولة أورانج السلطانية لكرة المضرب حيث خسر النهائي أمام ميومير كيكمانوفيتش في الشوط الفاصل بالمجموعة الثالثة. أنهى ستيفانوس الموسم في المركز الرابع عشر عالميًا في تصنيفِ الناشئين.
كان عام 2016 عامًا متميزًا لليوناني ستيفانوس تسيتسيباس الذي وصلَ إلى ربع النهائي على الأقل في جميع البطولات الثماني التي خاضها بما في ذلك البطولات الأربع الكبرى. أصبحَ تسيتسيباس في المركز الأول عالميًا في صفوفِ الناشئين وذلك بعد فوزه بتروفيو بونفيغليو، كما فاز ببطولة أوروبا للناشئين في وقتٍ لاحقٍ من العام. كان أكبرُ ألقاب تسيتسيباس هذا الموسم في الزوجي عندما فازَ مع اللاعب الإستوني كينيث رايسما ببطولة ناشئي الجراند سلام في ويمبلدون. أصبحَ تسيتسيباس بهذا التتويج أول يوناني يفوز ببطولة جراند سلام للناشئين في العصر المفتوح والثاني بشكل عام بعد فوز نيكي كالوجيروبولوس ببطولة فرنسا المفتوحة وويمبلدون عام 1963. إلى جانبِ لقبه في الزوجي، حقَّق تسيتسيباس أيضًا أفضل نتيجة له في بطولة الجراند سلام (الفردي) في ذلك العام حيثُ وصل إلى الدور قبل النهائي في كل من ويمبلدون وأمريكا المفتوحة. أنهى ستيفانوس العام في المركز الثاني في ترتيب اللاعبين الناشئين خلفَ ميومير كيكمانوفيتش الذي شارك في أحداث وبطولات أكثر.

## الاحتراف

### 2013–17: الانطلاقة القويّة

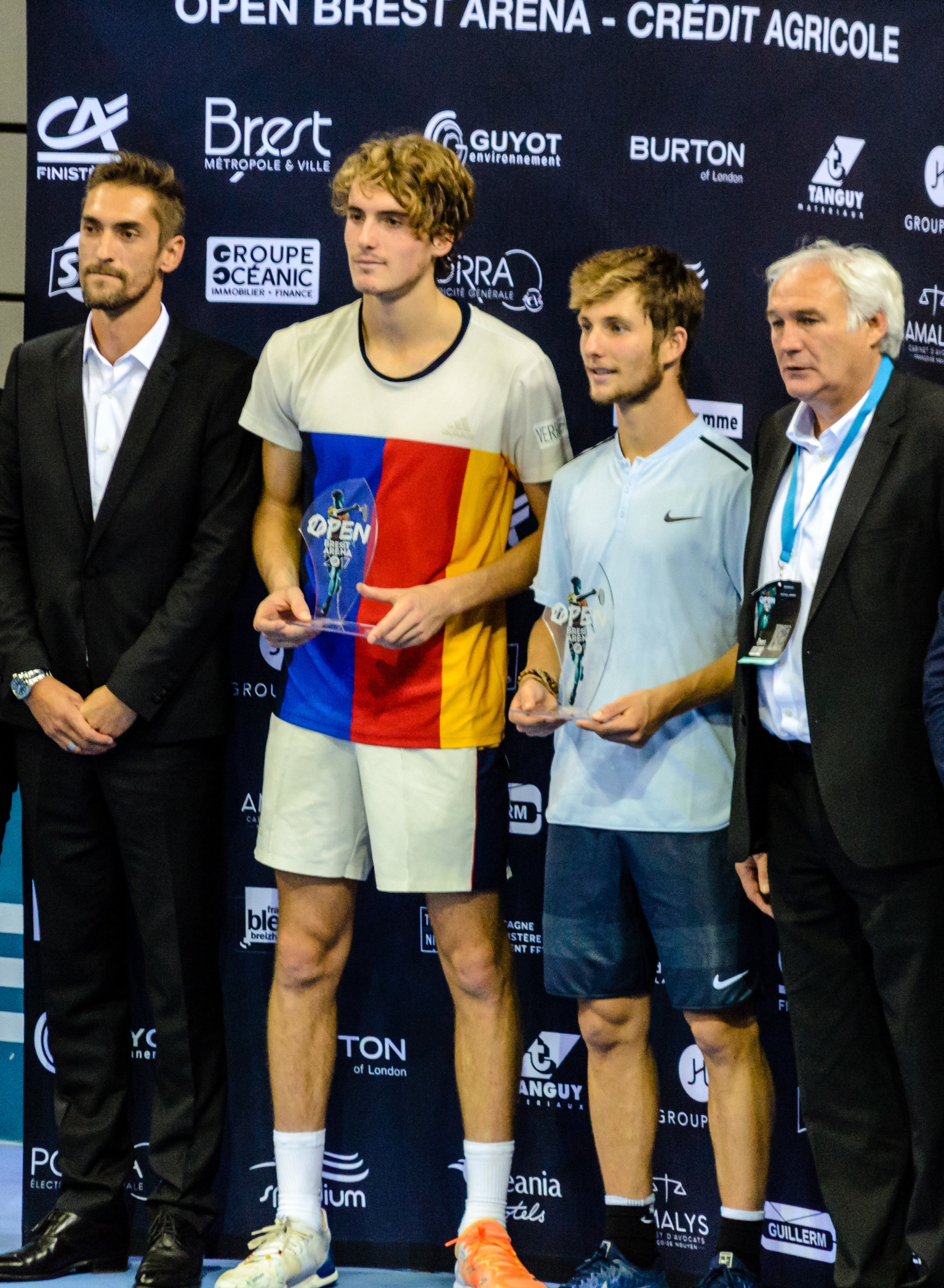
تسيتسيباس (الثاني من اليسار) حاملًا كأس الوصافة خلال بطولة تشالنجر عام 2017 في بريست.

بدأ تسيتسيباس لعب بطولاتٍ محليّة ضمن بطولات الاتحاد الدولي لكرة المضرب عام 2013 وذلك بعد وقتٍ قصيرٍ من بدأه المنافسة على بطولات الناشئين. تأهل ستيفانوس لأول بطولةٍ له ضمن بطولات تشالنجر (بالإنجليزية: ATP Challenger)‏ في بورني إنترناشيونل في أوائل عام 2015 لكنه خسر مباراته الرئيسية الوحيدة أمام بنيامين ميتشل، ومع ذلك فقد فاز في هذا العام بما مجموعه أحد عشر لقبًا (خمسةٌ بشكلٍ فردي وستة معَ الزوجي) وذلك حتى نهاية عام 2016، كما فاز بأول مباراة له بطولة تشالنجر في المحمدية بالمغرب الذي عاد له بعد عامٍ واحدٍ ليصل إلى أول نهائيين له في البطولة في أسبوعين متتاليين في كلٍ من المحمدية والدار البيضاء. ساعده هذا النجاح في إفريقيا على اقتحام قائمة أفضل 200 لاعب تنس في العالم في شهر تشرين الأول/أكتوبر. حصلَ تسيتسيباس بعد كل هذا الأداء على بطاقة دعوة للمشاركة في دورة رابطة محترفي التنس في بازل بسويسرا مسجّلًا أول ظهورٍ له في هذه الدورة التي أقصى فيها راجيف رام في الجولة الافتتاحية لكنه أُقصي في الجولة المواليّة بعد الخسارة أمام روبن هاس.
شاركَ بعدها ستيفانوس تسيتسيباس في بطولة روتردام المفتوحة لعام 2017 لكنه غادرها من البداية بعد الخسارة في الجولة الافتتاحيّة أمام جو ويلفريد تسونجا الذي سيُتوَّجُ لاحقًا بطلًا للبطولة. ظهرَ ستيفانوس لأول مرة في البطولات الأربع الكبرى في وقت لاحق من ذلك العام وذلك بعدما شاركَ في بطولة فرنسا المفتوحة لكنه خسر أمام إيفو كارلوفيتش في مباراته الأولى. بعد خسارته في التصفيات المؤهلة لبطولة أمريكا المفتوحة، فاز تسيتسيباس بأول لقبِ تشالنجر له في جينوفا. تأهل تسيتسيباس بعدها للمشاركة في عددٍ من المنافسات والبطولات بما في ذلك بطولة ويمبلدون وشنغهاي ماسترز، ولكنه لم يفز بأيّ مباراةٍ ضمن البطولتانِ وذلك حتى نهاية الموسم عندما هزم زميله الصاعد كاران خاشانوف في شنغهاي. وصلَ تسيتسيباس في الأسبوع التالي إلى نصف نهائي بطولة أوروبا المفتوحة في بلجيكا حيث حقَّق مفاجأة من العيار الثقيل حينما تغلَّبَ على ديفيد جوفين المُصنَّف الـ 10 عالميًا. أصبحَ تسيتسيباس أول لاعبٍ يوناني يُصَنَّفُ في قائمة أفضل 100 لاعب في تصنيف رابطة محترفي التنس وقد حقَّقَ هذا الإنجاز وهو في التاسعة عشر من عمره، ثمَّ ختم الموسم من خلال المشاركة في نهائي تشالنجر آخر وكان هذه المرة في مدينة بريست.

### 2018: سنة الإنجازات

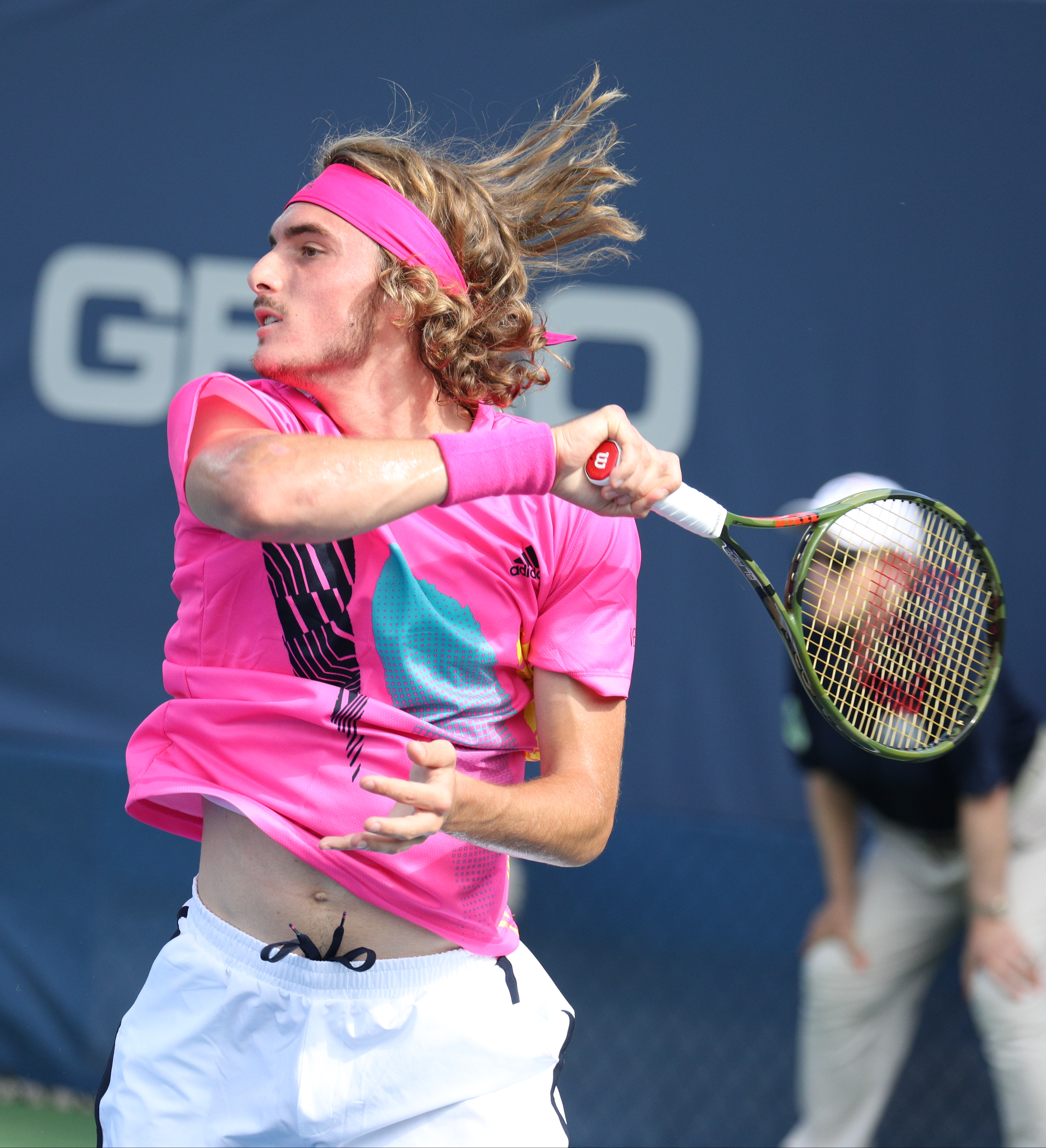
تسيتسيباس في بطولة واشنطن المفتوحة عام 2018

بدأ تسيتسيباس العام الجديد من خلال المشاركة في بطولةِ قطر المفتوحة حيث خسر في ربع النهائي أمام المصنف الخامس عالميًا دومينيك تيم، ثمّ غادرَ بطولة أستراليا المفتوحة بعد الخسارة في الجولة الافتتاحية، لكنه سُرعان ما عاد لمسار الإنجازات حينما بلغَ ربع نهائي بطولة دبي للتنس. جاءت انطلاقة ستيفانوس تسيتسيباس الحقيقيّة هذا العام في بطولة برشلونة المفتوحة خلال موسم الملاعب الترابية حيث وصلَ إلى أول نهائي له ضمنَ رابطة محترفي التنس دون أن يخسر أيَّ مجموعة. هزمَ اللاعب اليوناني الصاعد خلال بطولة رابطة محترفي التنس 500 نقطة ثلاث لاعبين ضمنَ أفضل 20 مصنفًا عالميًا بما في ذلك المصنّف السابع حينها تيم قبل أن يخسر أمام المصنف الأول عالميًا رافاييل نادال. قفزَ تسيتسيباس بعد هذا الأداء والوصول لهذا الدور لقائمة أفضل 50 لاعبًا في عالم التنس كما أصبحَ ثاني يوناني يصلُ إلى نهائي بطولة رابطة محترفي التنس بعد نيكي كالوجيروبولوس عام 1973. اكتسب أداؤه أيضًا اهتمامًا وطنيًا في اليونان حيث لا تُعتبر التنس رياضة شائعة مقارنةً برياضات أخرى. وصلَ في الأسبوع التالي لنصف نهائي بطولة إستوريل المفتوحة، كما حقَّقَ انتصاره الثالث على اللاعبين العشرة الأوائل في تصنيف الرابطة وذلك بعدما هزمَ المصنّف الثامن عالميًا كيفن أندرسون.
أنهى تسيتسيباس موسم الملاعب الترابية بالفوز بأول مباراة له في البطولات الأربع الكبرى وذلك في بطولة فرنسا المفتوحة ضد كارلوس تابيرنر قبل أن يخسر أمام تيم، ثمّ شاركَ في بطولة ويمبلدون للمرة الأولى وكان حينها في المركز 31 عالميًا، حيثُ حقَّقَ أفضل نتيجة له في بطولة كبرى في ذلك الوقت بعدما وصلَ الدور الرابع وفيه غادر البطولة على يدِ المصنّف العاشر عالميًا جون إيسنر. حقق تسيتسيباس ثاني إنجاز كبير له هذا العام في الفترة التي سبقت بطولة أمريكا المفتوحة وذلك بعد وصوله إلى الدور قبل النهائي في بطولة واشنطن. وصل اللاعب اليوناني إلى المباراة النهائية الثانية له هذا الموسم في بطولة كندا المفتوحة حيثُ أصبحَ أصغر لاعبٍ يُسجّل أربعة انتصارات على المصنّفين العشرة الأوائل في بطولة واحدة متغلبًا على المُصنَّف الثامن عالميًا دومينيك ثيم والمصنف العاشر نوفاك دجوكوفيتش ثمّ المصنف الثالث عالميًا ألكسندر زفيريف والمصنف السادس كيفن أندرسون على التوالي، قبل أن يخسر المباراة النهائية أمام نادال في عيد ميلاده العشرين ومع ذلك فقد صعدَ ستيفانوس تسيتسيباس في ترتيب الرابطة إلى المركز الخامس عشر عالميًا.
ظهر تسيتسيباس بشكلٍ سيءٍ في أمريكا المفتوحة خير غادرها من الدور الثاني أمام الروسيّ دانييل ميدفيديف. أشار ستيفانوس إلى الإرهاق كعاملٍ في الخسارة التي أثرت عليه فشرَعَ في الخروج قبل ربع النهائي في ثلاثٍ من بطولاته الأربع التاليّة. تمكّن تسيتسيباس من استعادة مساره الناجح في بطولة ستوكهولم المفتوحة التي شارك فيها باعتبارهِ المصنف الثالث (من بين قائمة اللاعبين المشاركين في البطولة فقط) فأقصى المصنف الثاني في البطولة والرابع عشر عالميًا فابيو فونيني قبل أن يفوز في المباراة النهائية ضد المخضرم إيرنستس جولبيس. أصبحَ تسيتسيباس بهذا الفوز أول لاعبٍ يوناني يفوز بلقبِ رابط محترفي التنس. أنهى النجم اليوناني موسمه من خلال المشاركة في نهائيات رابطة محترفي التتس للشباب التي ضمَّت عددًا من الأسماء الصاعدة في عالَم التنس من بينهم فرانسيس تيافوي وهوبرت هوركاتش وآخرون. اكتسحَ ستيفانوس مجموعته ثمّ هزم فيما بعد آندريه روبليف واصلًا للنهائي ضد المصنف الثاني أليكس دي مينور. الذي هزمهُ في أربع مجموعات ليفوز تسيتسيباس بنهائيات البطولة. حصلَ اليوناني في نهاية العام على لقب أفضل لاعب تحسّنًا في جوائز رابطة محترفي كرة المضرب وذلك عرفانًا بما حققه من إنجازات خلال هذا الموسم.

### 2019: سنة الألقاب

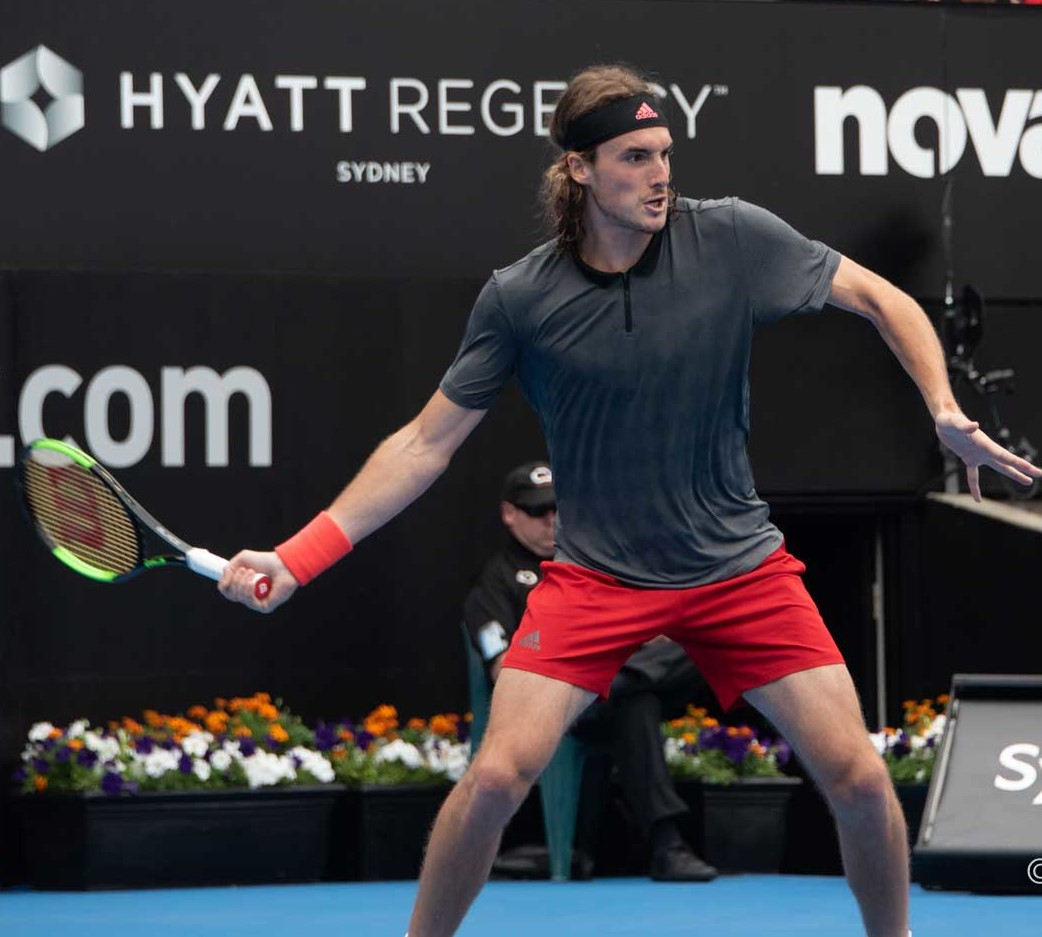
تسيتسيباس في دورة سيدني عام 2019

بدأ تسيتسيباس الموسم في كأس هوبمان إلى جانبِ ماريا ساكاري وهو ما جعل الثنائيّ أول فريقٍ يُمثل اليونان في هذه البطولة منذ 17 عامًا. حقَّق الفريق اليوناني الفوز على نظيرهِ الأمريكي والسويسري بعد أن كان قد خسرَ المباراة الافتتاحية ضد الفريق البريطاني. احتلَّ اليونان في هذه البطولة المركز الثاني (بسببِ معايير كسر التعادل) فاشلًا بذلك في التأهل للدور الموالي. على جانبٍ آخر، كان فوز ستيفانوس تسيتسيباس الوحيد في الفردي على فرانسيس تيافوي بينما خسر ضد السويسريّ روجر فيدرر. وصلَ تسيتسيباس في بطولة أستراليا المفتوحة إلى أول نصف نهائيٍّ كبيرٍ له وذلك على الرغمِ من فوزه بخمس مبارياتٍ فردية في جراند سلام في المجموع العام السابق. جاءت انتصاراته الخمسة في هذه البطولة في أربع مجموعات. لقد أطاح اليوناني بروجر فيدرر المصنف الثالث على مستوى العالم وذلك بعدما عاكسهُ جدًا في الجولة الرابعة حيث كسر له معظم الإرسالات وسجّل عليه في المقابل نقاط أخرى من تسديدات في العمق معوّضًا بذلك عن أدائه المخيّب ضد نفس الخصم فر كأس هوبمان قبلَ أسابيع قليلة. واصلَ إذن تسيتسيباس مسيرتهُ في بطولة أستراليا حيثُ أطاح باللاعبِ روبرتو باوتيستا أغوت لكنه خسر بسهولة أمامَ رافاييل نادال المصنف الثاني عالميًا حيث فازَ بستّ أشواطٍ فقط في مجموع أشواط المباراة. ساعدَ هذا الأداء المثالي للنجم اليوناني في الصعود في ترتيب الرابطة للمركز الثاني عشر وهو أفضلُ مركزٍ يصلُ له اللاعب في مسيرته المهنية ليُصبح أعلى لاعبٍ من اليونان تصنيفًا في التاريخ.
بنى ستيفانوس تسيتسيباس على نجاحه في البطولات الأربع الكبرى بالوصولِ إلى نهائيين في شهر شباط/فبراير وذلك في أسابيع قليلة متتالية، حيثُ فاز باللقب الثاني في مسيرته في بطولة 13 المفتوحة في مرسيليا على حسابِ ميخائيل كوكوشكين في المباراة النهائيّة، قبل أن يحتلَّ المركز الثاني بعد فيدرر في بطولة دبي للتنس. ساعدهُ أدائه من جديدٍ في البطولة الأخيرة التي شارك فيها في دبي في دخول المراكز العشرة الأولى في تصنيف رابطة محترفي التنس وذلك للمرة الأولى في مسيرته. أنهى تسيتسيباس موسم الملاعب الصلبة في بداية العام مع أفضل نتيجةٍ في مسيرتهِ في الزوجي حيث حلَّ مع ويسلي كولهوف وصيفًا للأخوين برايان في بطولة ميامي المفتوحة. حظي تسيتسيباس بموسمٍ رائعٍ في الملاعب الترابية، حيثُ فاز بأول لقبٍ له على هذه النوعيّة من الملاعب في بطولة إستوريل المفتوحة بعد فوزه في النهائيّ على بابلو كويفاس. وَصَلَ تسيتسيباس في الأسبوع التالي إلى نهائي ماسترز آخر في بطولة مدريد المفتوحة، حيث أقصى المصنف الرابع عالميًا ألكسندر زفيريف في ربع النهائي ثمّ فجَّر مفاجأة من العيار الثقيل حينما أطاحَ بنادال المصنف الثاني عالميًا في نصف النهائي قبل أن يخسر النهائي لصالحِ المصنف الأول عالميًا نوفاك ديوكوفيتش منهيًا البطولة في مركز الوصافة. أثارت هزيمةُ ستيفانوس لرافا ضجّة إعلاميّة كبيرة، وكان هذا الفوز هو الأول لليوناني على حسابِ الإسباني بعد أربع محاولات فاشلة، ومع ذلك فقد عوَّضَ نادال هذا الإخفاق حينما هزمَ تسيتسيباس بعد أسبوعٍ واحدٍ فقط في بطولة إيطاليا المفتوحة. صعد تسيتسيباس في التصنيف العالمي إلى المركز السادس وعينهُ على مزاحمة الأربعة الكبار في المقدمة. شاركَ ستيفانوس في بطولة فرنسا المفتوحة، وكان من المتوقع أن يصل فيها لأدوار متقدمة لكنه سقطَ مبكّرًا أمامَ ستان فافرينكا في مباراة صعبة من خمس مجموعات انتهت للأخيرِ بنتيجة 6–8 في المجموعة الفاصلة.
على الرغمِ من بدايتهِ القويّة في النصف الأول من الموسم، بدأ تسيتسيباس يُعاني بعد بطولة فرنسا المفتوحة، حيثُ خسر الجولة الافتتاحية في بطولة ويمبلدون كما غادرَ بطولة أمريكا المفتوحة من دورها الأول. مع ذلك صعد تسيتسيباس مركزًا واحدًا في التصنيف العالمي لرابطة محترفي التنس حيثُ أصبحَ في المركز الخامس في أوائل آب/أغسطس. انتعشَ اليوناني بداية من شهر تشرين الأول/أكتوبر حيثُ هزم زفيريف مرة أخرى في بطولة الصين المفتوحة وعينهُ على إزاحة دومينيك ثيم من مركزهِ في التصنيف. وصلَ ستيفانوس إلى نصف النهائي بطولة شنغهاي ماسترز لكنه خسر أمام المصنف الرابع عالميًا دانييل ميدفيديف، كما وصلَ مراحل متقدمة في بطولة سويسرا لكنّه خسر من جديدٍ لكن هذه المرة أمام السويسري روجر فيدرر المصنف الثالث عالميًا. تأهَّلَ تسيتسيباس في نهاية الموسم لنهائيات رابطة محترفي التنس لأول مرة حيث وُضع في مجموعةٍ قويّةٍ رفقة كلٍ من نادال وزفيريف وميدفيديف. هزمَ اليوناني ميدفيديف وفعل ذات الشيء مع زفيريف ليتقدم إلى الأدوار الإقصائيّة بعد مباراتين حصد فيهما نقطتي الفوز رغم خسارة المباراة الثالثة أمامَ نادال. هزمَ تسيتسيباس في نصف النهائي خصمهُ العنيد فيدرر ضامنًا بطاقة عبورٍ للمباراة النهائية لمواجهة النمساوي تيم. فاز تسيتسيباس في المباراة الختاميّة بصعوبة ليُصبح أصغر لاعبٍ يفوز بالبطولة منذ ليتون هيويت عام 2001.

### 2020: القمّة
شاركَ تسيتسيباس في بطولة أستراليا المفتوحة لعام 2020 والتي شهدت مشاركة كوكبة نجوم التنس فكان المصنف السادس في البطولة (وعالميًا) في فئة الرجال. فشلَ اليونانيّ في تكرار نجاحه لعام 2019 حيثُ خسر في الدور الثالث أمام ميلوش راونيتش. شاركَ النجم اليوناني في بطولة آي بي إن أمرو العالمية للتنس حيث كان هو المصنّف الثاني في البطولة لكنه فشل في تقديمِ الأداء المطلوب فغادر المنافسة من دور الستّة عشر أمامَ ألجاز بيدن. سُرعان ما عاد ستيفانوس لمستواه حيث بدأ حملة الدفاع عن لقبه في البطولة المفتوحة 13 ففازَ بلقبه الخامس في مسيرتهِ معَ رابطة محترفي التنس حيثُ حقَّقَ أربعَ انتصارات متتالية في الأدوار الأولى إلى أن هَزَمَ فيليكس أوجيه-ألياسيم في النهائي. شاركَ في الأسبوع التالي في بطولة دبي للتنس باعتبارهِ المصنف الثاني في البطولة خلفَ نوفاك ديوكوفيتش. حقَّقَ النجم اليوناني أربع انتصاراتٍ متتاليةٍ من جديدٍ في الأدوار الأولى حتى وصل النهائي لكنه خسره أمام الصربي المصنف الأول عالميًا.
شاركَ ستيفانوس في بطولة الولايات المتحدة المفتوحة لعام 2020 وعينهُ على الذهاب بعيدًا في البطولة وهو المصنّف الرابع فيها. تمكّن تسيتسيباس من إقصاءِ ألبرت راموس فينولاس وماكسيم كريسي دون أن يخسر أيَّ مجموعةٍ أمامها قبل أن يخسر في الدور الثالث أمام بورنا كوريتش مودّعًا المنافسة مبكّرًا. سافرَ ستيفانوس تسيتسيباس لفرنسا وهدفهُ تعويض الأداء المتواضع في بطولة أمريكا من خلال أداء أقوى في بطولة فرنسا لكنّ ذلك لم يحصل؛ فبعدما أطاحَ النجم اليوناني بجريجور ديميتروف وأندري روبليف فشل تجاوز عقبة نصف النهائي. بدأ تسيتسيباس في آخر الموسم حملة الدفاع عن لقبهِ في نهائيات الجولة العالميّة لرابطة محترفي التنس لكنّه فشل في ذلك بعدما جمع نقطة واحدة من خلال الفوز على الروسيّ روبليف مقابل الخسارة على مرتينِ؛ الأولى أمام النمساوي تيم والثانيّة أمام الإسباني نادال.

## أسلوب اللعب

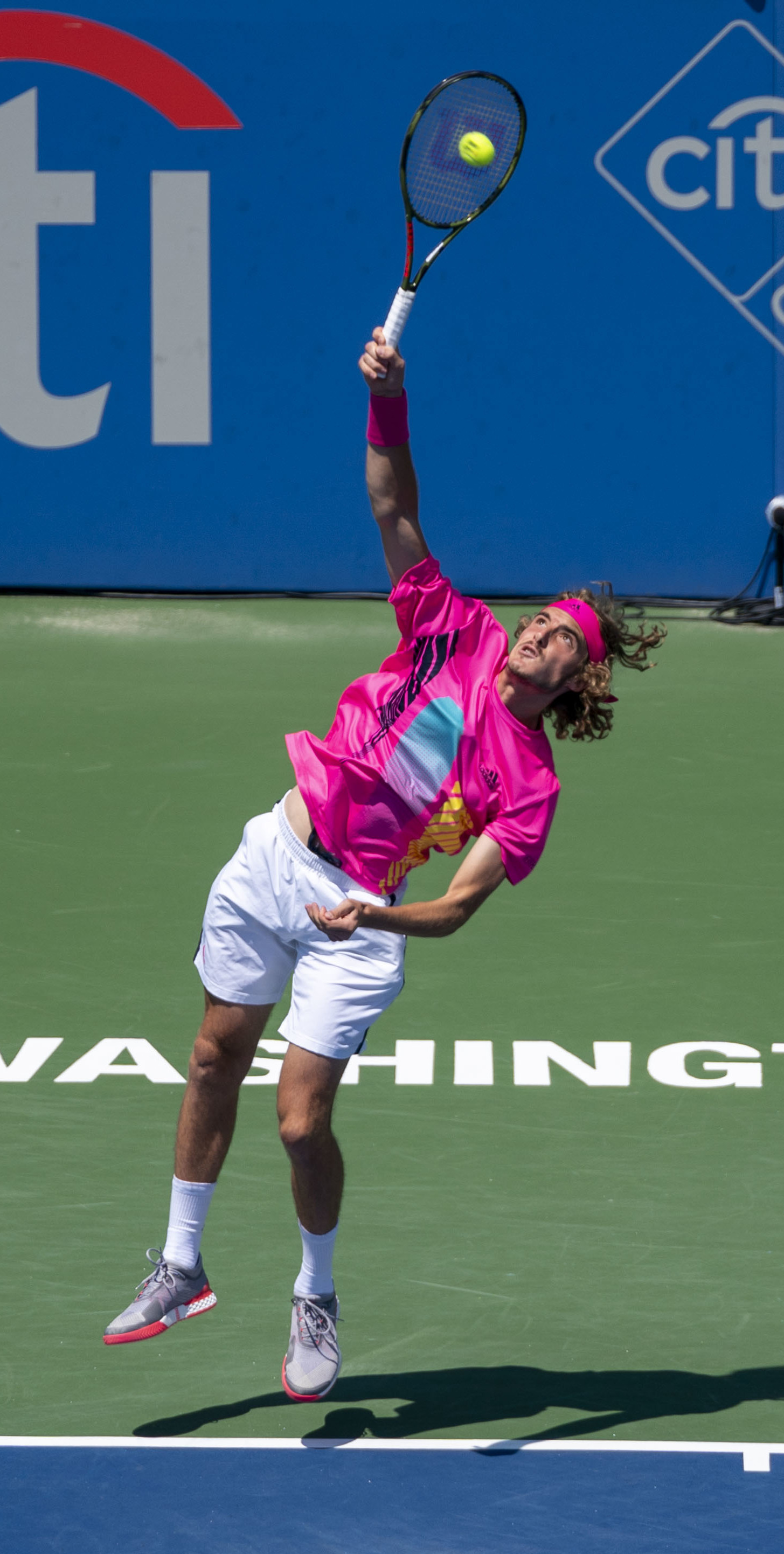
إرسال تسيتسيباس

يُعتبر تسيتسيباس لاعبًا قويًا حيثُ يمتاز بتسديداته العميقة والقويّة في نفس الوقت فضلًا عن قدرته على اللعبِ على مختلف الملاعب بما في ذلك الملاعب الصلبة والترابيّة. يمتازُ اللاعب اليوناني بالضربات الأرضيّة القوية كما يعتمدُ من حينٍ لآخر على الضربات الأماميّة القريبة من الشبكة. يعتمدُ على هذا النوع من الضربات بشكلٍ خاصٍ في حسم أشواط إرسالاته كما يستفيدُ من معدل دورانه العالي لسحب الخصوم في اتجاهات مختلفة عند التسديد أو في حالة التقدم للأمام والضغط قُرب الشبكة. تتمثل في المقابل إحدى نقاط ضعف اللاعب في المبالغةِ في ارتكاب الأخطاء السهلة أثناء محاولته كسب نقاطٍ مباشرةٍ على خصومه، كما أنه يجدُ صعوبة في ردِّ الإرسال وخاصة الإرسالات القويّة منها. عمل ستيفانوس على تحسين نقطة الضعف هذه من خلالِ اعتمادهِ على الضربات الخلفيّة. تسديدةُ ستيفانوس المُفضَّلة هي الضربة الخلفية بيدٍ واحدة وهي ضربة مستحدثة في عالم التنس، ومع ذلك فضرباتهُ اليمنى المباشرة والأماميّة أقوى وأصعب على الخصم. جرب ستيفانوس الضربة الخلفيّة بيد واحدة وبيدين في شبابه لكنه اختار الأولى لأن كل من والديه ومثله الأعلى روجر فيدرر يستخدمون جميعًا ضربة خلفية بيد واحدة وأيضًا لأنهُ شعرَ بأنها طبيعية أكثر. نمَّى تسيتسيباس هذه الضربة وصارت المفضلة لديه حيث يُسدّد في العادة ضربة خلفية لأسفل الخط.
يُجيد ستيفانوس تسيتسيباس اللعب على جميع الملاعب، لكنه يُفضّل العشبية منها فيما يَعتبرُ بطولَة ويمبلدون هي بطولته المُفضَّلة. يتفوق تسيتسيباس أيضًا على الملاعب الترابيّة، حيث نشأ وهو يلعب على هذا السطح في اليونان؛ ويُوضّح: «أشعر بثقةٍ كبيرةٍ عندما أخطو على التراب. دائمًا ما أُظهر أفضل ما عندي على هذا السطح.» قدم تسيتسيباس أداءً جيدًا أيضًا في الملاعب الصلبة حيث وصل إلى نهائي الماسترز ونصف نهائي بطولة أستراليا المفتوحة. أشاد اللاعبانِ البريطانيانِ السابقانِ غريغ روزيدسكي وأنابيل كروفت بسلوكِ تسيتسيباس في الملعب جنبًا إلى جنب مع أسلوبه في اللعب، ويقول روزيدسكي «إنَّ [تسيتسيباس] يُذكّرني قليلًا ببيورن بورغ. إنه يفعل كل الأشياء الصحيحة، فهو مذهلٌ كلاعب تنس عدى عن كونهِ هادئًا للغاية... لديه الطبيعة التنافسية لأندي موراي، ولكنه يتمتعُ أيضًا بالهدوءِ الذي يٌذكّرني بروجر فيدرر.»

## الحياة الشخصية

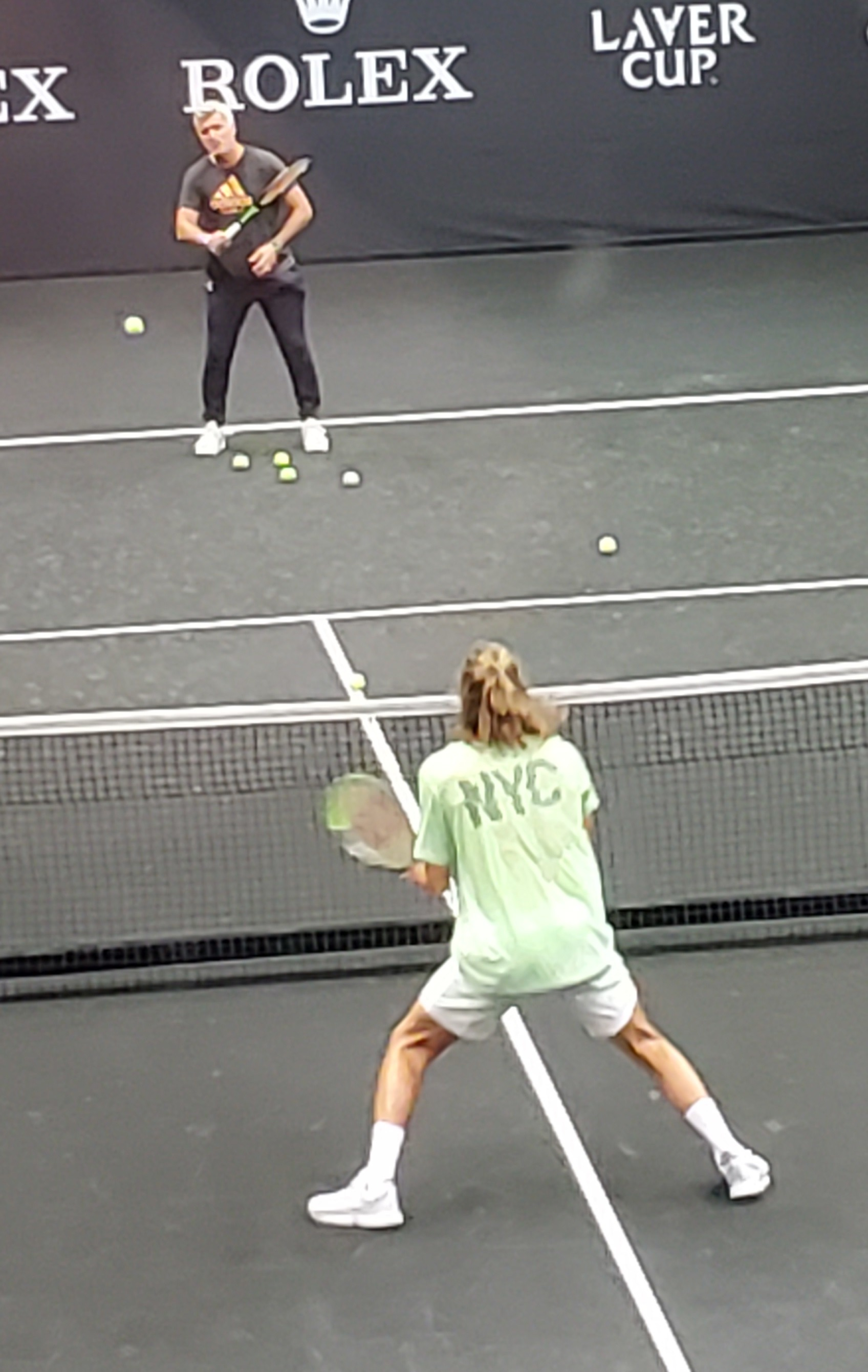
ستيفانوس تسيتسيباس يتدربُ مع والده في كأس لافير عام 2019

درسَ تسيتسيباس في مدرسة للغة الإنجليزية في شبابه ويُمكنه التحدث باللغة الإنجليزية واليونانية والروسية. ستيفانوس من مُشجّعي نادي أيك أثينا اليوناني. لدى لاعب التنس اليوناني هوايات عديدة بينها التدوين المرئي بحيثُ ينشرُ على قناته الرسميّة في منصّة يوتيوب مقاطع فيديو لرحلاته. يَنسِبُ تسيتسيباس الفَضْلَ إلى أخت والدته التوأم التي كانت أيضًا لاعبة تنس محترفة في الاتحاد السوفيتي لمساعدتها في الشؤون المالية للعائلة حتى تمكَّن هو من السفر مع والده للتدريب والمنافسة خلال بدايةِ مسيرته المهنيّة. كان جده لأمه سيرجي سالنيكوف عضوًا حائزًا على الميدالية الذهبية الأولمبية في المنتخب السوفيتي لكرة القدم ومديرًا سابقًا لنادي سبارتاك موسكو.
كادَ ستيفانوس تسيتسيباس أثناء إحدى البطولات في جزيرة كريت أن يغرق أثناء السباحة في البحر في غيرِ أيام الأسبوع بعد أن حمله تيارٌ بعيدًا عن الشاطئ فتدخل والده منقذًا إيّاه من الموت المحقّق. يعزو ستيفانوس أسلوبه الواثق المتمثل في الشعور بعدم الخوفِ مطلقًا في الملعب إلى المنظورِ الذي اكتسبه من هذه التجربة. أعربَ تسيتسيباس عن اهتمامه بالترويجِ لرياضة التنس في اليونان حيث قال: «التنس لا يحظى بشعبية كبيرة.» علَّقَ بعد ظهوره في نهائيات بطولة برشلونة المفتوحة عام 2018 بأن نجاحه كان يُساعده في تحقيق هذا الهدف، وأضاف قائلًا عن أدائه والاهتمام الذي حظي به: «كان كثيرٌ من الناس يتحدثون عن [النهائي] بل إنني أجريتُ الكثير من المقابلات على القنوات الإعلاميّة الكبيرة في اليونان. لفتتُ انتباه الناس... يجعلني كلُّ هذا متحمسًا للقيام بعملٍ أفضل في المستقبل وأن أُصبح أكثر شعبيّة... آملُ أن أُلهم المزيد من الناس للعب التنس في اليونان.»

## وصلات خارجية
- ستيفانوس تسيتسيباس على موقع رابطة محترفي التنس (الإنجليزية)
- ستيفانوس تسيتسيباس على موقع الاتحاد الدولي لكرة المضرب (الإنجليزية)
- ستيفانوس تسيتسيباس على موقع كأس ديفيز (الإنجليزية)
- ستيفانوس تسيتسيباس على موقع بطولة ويمبلدون (الإنجليزية)
- ستيفانوس تسيتسيباس على موقع خلاصة التنس.كوم (الإنجليزية)
- ستيفانوس تسيتسيباس على موقع إي إس بي إن.كوم (الإنجليزية)
- ستيفانوس تسيتسيباس على موقع اللجنة الأولمبية الدولية (الإنجليزية)
- ستيفانوس تسيتسيباس على موقع أوليمبيديا (الإنجليزية)
- الموقع الرسمي